# Capão Bonito do Sul
Capão Bonito do Sul là một đô thị thuộc bang Rio Grande do Sul, Brasil. Đô thị này có diện tích 527,069 km², dân số năm 2007 là 1837 người, mật độ 3,49 người/km².